# H·H·阿斯奎斯
第一代牛津及阿斯奎斯伯爵赫伯特·亨利·阿斯奎斯 KG，PC，KC，FRS（1852年9月12日—1928年2月15日），英國自由黨政治家，曾任內政大臣及財政大臣，1908年至1916年出任英國首相，任內見證第一次世界大戰爆發，大戰爆發後，因反對与保守党合组联合政府，兩年由大衛·勞合喬治接任首相，而战時联合政府则被保守党主導。
在晉為貴族以前，他通稱為H·H·阿斯奎斯（H. H. Asquith），在1925年他獲封伯爵，晚年遂以牛津勳爵（Lord Oxford）為通稱。

## 早年：1852–1908

### 家庭背景
阿斯奎斯出生于西约克郡的莫利，是约瑟夫·迪克森·阿斯奎斯（Joseph Dixon Asquith，1825年至1860年）和妻子艾米丽（娘家姓Willans，1828年至1888年）的小儿子。阿斯奎斯家族是一个古老的约克郡家族，有不信奉国教传统，其祖先约瑟夫·阿斯奎斯（Joseph Asquith）因参与1664年支持圓顱黨的法恩利·伍德阴谋而被监禁。
约瑟夫·迪克森·阿斯奎斯继承了其父创立的吉尔罗伊德毛纺公司（Gillroyd Mill Company）。艾米丽的父亲威廉·威兰斯则在哈德斯菲爾德经营着一家成功的羊毛贸易公司。两个家庭都是中产阶级、信奉公理会，政治上都很激进。迪克森是一个温和的人，有教养，阿斯奎斯认为他不适合经商。艾米丽的身体一直不好，但性格坚强。
他小时候在家里被称为赫伯特（Herbert）、伯蒂（Bertie），他的第二任妻子称他为亨利。在公开场合，他一般称为H·H·阿斯奎斯。他和兄弟在家里由父母教育，直到1860年迪克森·阿斯奎斯突然去世。他的外公威廉·威兰斯接把一家人安排在自己家附近，并让他们去学校读书。在哈德斯菲尔德学院（Huddersfield College）学习一年后，他们被送往富尔内克学校（Fulneck School） ，这是利兹附近的一所摩拉维亚弟兄会的寄宿学校。1863年威廉·威兰斯去世，全家由艾米丽的弟弟约翰·威兰斯照顾。孩子们搬到伦敦和他住在一起。1864年，当约翰因工作原因搬回约克郡时，他们仍留在伦敦，寄宿在不同的家庭中。传记作家娜奥米·莱文写道，实际上阿斯奎斯在他的童年余下的时间里都被“当作孤儿对待”。他叔叔的离开切断了阿斯奎斯与他的家乡约克郡的联系，此后他将自己看做一个伦敦人。但传记作家H·C·G·马修说，他的家庭背景还是对他有很大影响，因此一直是个坚定的反国教者。
之后，阿斯奎斯在伦敦市学校走读。校长E·A·阿伯特是位古典学者，阿斯奎斯后来曾说这位校长对他产生了极大的影响。但阿伯特则说阿斯奎斯的成功要归功于他自己。阿斯奎斯擅长古典學和英语，对体育不太感兴趣，喜欢在市政厅图书馆读书，也着迷于演讲。他曾在下议院旁听，并在学校辩论社磨练了自己的技巧。阿伯特对他的演讲的说服力和清晰度印象深刻，这也使他余生受益。

### 在牛津
1869年11月，阿斯奎斯获得了牛津大学贝利奥尔学院的古典学奖学金，次年入学。院长本杰明·乔伊特是位神学家，推动了学院改革。阿斯奎斯虽然钦佩乔伊特，但更多地受懷特道德哲學教授托马斯·希尔·格林的影响。他对抽象的哲学本身没兴趣，但格林的自由主义政治观点吸引了他。
阿斯奎斯上大学的第一个月就在牛津大學辯論社发表演讲，站在自由党的立场上支持解散英格兰教会和不干涉普法戰爭。他曾和校友米尔纳辩论，米尔纳虽然当时是自由党人，但已经是英帝国主义的拥护者。 1872年，他当选为辩论社财务，但在竞选社长一度失败，1874年本科的最后一个学期成为社长。
阿斯奎斯在大学时成绩优异，曾获得奖学金，获一等学位。毕业后，他成为贝利奥尔学院成员（Fellow）。

### 早期职业生涯
1874年毕业后，阿斯奎斯花了几个月的时间教朴茨茅斯伯爵的继承人利明顿子爵读书。他很喜欢贵族乡村别墅的生活，并不喜欢自由党对清教式的朴素生活的追求。他在这一时期爱上喝酒，后来得到外号“Squiffy”（微醺的）。
之后，他回到牛津，但并不想从事教师工作。像大部分有政治野心但没有钱的年轻人一样，他选择学习法律。还在牛津大学时，阿斯奎斯就已经进入林肯律師學院接受大律师培训，并于1875年在查尔斯·鲍文手下担任见习律师。1876年6月，他获得律师资格。
接下来七年用他的传记作家羅伊·詹金斯的话来说是“极其贫乏的”（extremely lean）。阿斯奎斯与另外两名初级大律师一起开设了一家律师事务所，但自己太挑剔也缺乏人脉，没接到什么案子。虽然没钱，他还是结了婚。妻子海伦·凯尔萨尔·梅兰（Helen Kelsall Melland，1854年至1891年）是曼彻斯特医生弗雷德里克·梅兰的女儿，通过阿斯奎斯母亲的朋友认识。两人相爱多年，但直到1877年阿斯奎斯才求婚。弗雷德里克·梅兰认为这个年轻人很有潜力，表示同意。当时海伦比他富有，每年有几百英镑的收入，夫妻俩在汉普斯特德过着简朴舒适的生活。
1876年至1884年间，阿斯奎斯通过定期为亲自由党的《旁觀者》撰稿来补贴家用，讨论英帝国主义、爱尔兰问题以及女性选举权等话题。阿斯奎斯支持爱尔兰自治、反对女性投票。此外，他还为《经济学人》撰写社论、在夜校授课。
1883年，R·S·赖特邀请阿斯奎斯到内殿律师学院与他合作，阿斯奎斯的律师生涯开始蓬勃发展。赖特是财政部的初级法律顾问（Junior Counsel），负责向部长和政府部门提供法律建议。阿斯奎斯的第一份工作是为威廉·格萊斯頓撰写备忘录。格莱斯顿和檢察總長亨利·詹姆斯爵士都对此印象深刻。这提高了阿斯奎斯的知名度，虽然还没有赚到钱，但扩展了他在律师圈内的人脉，认识了不少事务律师。

### 议员及御用大律师
1886年6月，由于自由党在爱尔兰地方自治问题上出现分歧，格莱斯顿呼吁举行大选。东法夫郡的自由党议员约翰·博伊德·金尼尔因投票反对爱尔兰自治而被当地自由党协会取消选举权。在阿斯奎斯的好友、自由党议员理查德·霍爾丹的提议下，换上阿斯奎斯。阿斯奎斯以2,863票当选。
自由党在1886年选举中失败，阿斯奎斯作为反对派后座议员进入下议院。1887年3月，他发表首次演讲，反对保守派在爱尔兰犯罪问题的上的提案。
阿斯奎斯的法律事业也蒸蒸日上，占据了他的大部分时间。1880年代末，安东尼·霍普曾是他的学生。他有很多大型企业客户，经济回报丰厚。

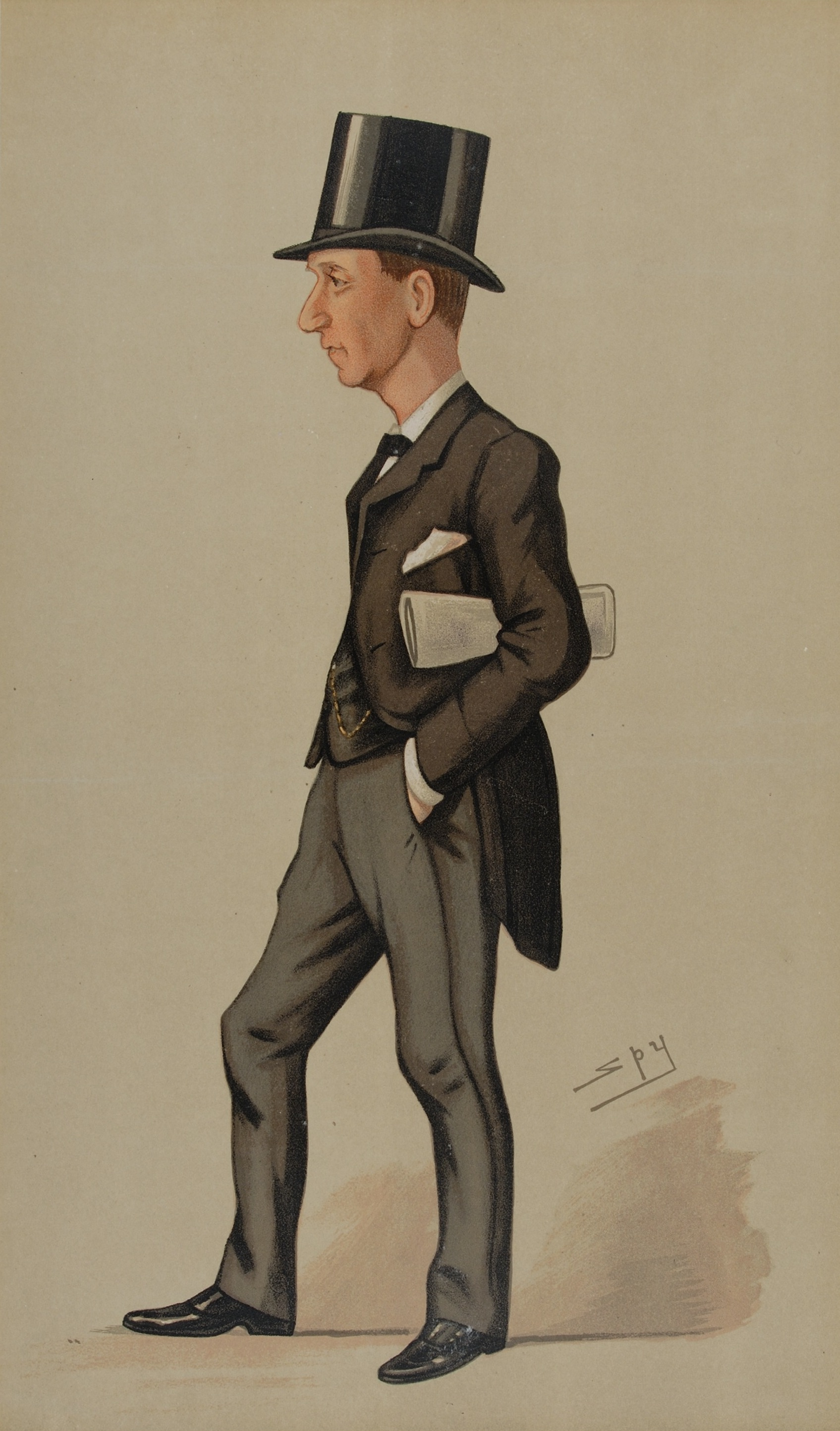
阿斯奎斯，《名利场》，莱斯利·瓦尔德绘，1891年

阿斯奎斯时不时地出现在备受瞩目的刑事案件中。1887年和1888年，他为激进的自由党议员坎宁安·格雷厄姆辩护，后者被指控在警察试图驱散特拉法加廣場的示威活动时袭击警察。阿斯奎斯在亨利·维泽泰利一案中也曾出庭，后者因出版左拉的小说而被控“淫秽诽谤罪”。
1889年，阿斯奎斯在《泰晤士报》诽谤查爾斯·史都華·巴奈爾一案中担任辩护人，证明泰晤士报使用了未经查证的来源，证明了巴奈爾的清白，阿斯奎斯的也名声大涨，一年之内就升为御用大律師。
1890年代初，他还参与了特兰比·克罗夫特诽谤案（1891，胜诉）、卡里尔诉碳酸烟球公司案（1892，败诉）。

### 内阁大臣
1891年9月，一家人到苏格兰度假时，海伦·阿斯奎斯因伤寒去世。阿斯奎斯卖掉了汉普斯特德的房产，在梅费尔区芒特街买了一套公寓，工作期间就住在那里。 
1892年7月的大选使格莱斯顿和自由党重新执政，并得到了爱尔兰民族党议员的支持。阿斯奎斯接受了内政大臣一职，但当时自由党在两院都没有绝对多数席位，他的解散威爾斯教會的法案和保护工伤工人的法案未能通过，但也得到了能干、公正的名声。
1893年，阿斯奎斯响应韦克菲尔德地区治安法官的请求，派出了400名大都会警察维持矿工罢工现场秩序。在费瑟斯通，士兵向人群开枪造成两名平民死亡，阿斯奎斯后因此遭到批评。
1894年3月，格莱斯顿退休后，维多利亚女王选择外交大臣罗斯伯里勋爵担任新首相。阿斯奎斯支持罗斯伯里，认为另一位候选人威廉·哈考特爵士过于反帝国主义。阿斯奎斯一直担任内政大臣直到1895年政府倒台。
阿斯奎斯在妻子去世前就与玛格特·坦南特（Margot Tennant）相识，妻子去世后两人逐渐相恋。1894年5月10日，他们在汉诺威广场圣乔治教堂结婚。阿斯奎斯成为第一代从男爵查尔斯·坦南特爵士的女婿。玛戈特性格与阿斯奎斯的第一任妻子相反，性格外向、冲动、爱好奢侈、固执己见，但和继子相处得很好。

### 在野，1895年至1905年
1895年7月大选中，索尔兹伯里勋爵领导的保守党赢得了152票的多数票。阿斯奎斯没有得到任何政府职务，但他靠律师事务赚了不少钱，收入比在职时高得多，约为每年5,000至10,000英镑。1920年代家里缺钱时，玛戈特称如果他继续当律师，每年可以赚50,000英镑。
自由党的领导层（下议院的哈考特和上议院的罗斯伯里）彼此厌恶，导致分裂。罗斯伯里于1896年10月辞职，哈考特于1898年12月辞职。阿斯奎斯得到自由党领袖的提名，但这一职位没有薪酬，他不能放弃律师的收入，因此和别人游说前战争大臣亨利·甘貝爾-班納曼接受了这一职位。
在1899年至1902年的第二次布尔战争期间，阿斯奎斯不像同党大部分人那样倾向于谴责保守党政府，尽管他也认为这场战争是不必要的。前自由党的部长、现保守党的盟友约瑟夫·张伯伦主张征收关税，以保护英国工业，而阿斯奎斯支持自由貿易，两人发生争论。

### 财政大臣，1905年至1908年
阿瑟·貝爾福于1905年12月辞职，爱德华七世邀请坎贝尔-班纳曼组建政府。阿斯奎斯和他的亲密政治盟友霍尔丹和爱德华·格雷向坎贝尔-班纳曼施压，要求他让权，以使帝国主义者在下议院获得更大的优势，但遭到拒绝。阿斯奎斯被任命为财政大臣。他任职两年多，提出了三项预算。
上任一个月后，坎贝尔-班纳曼启动大选，自由党获得132票压倒性多数。阿斯奎斯通过他提出的预算为穷人谋取福利，对高收入者征更高的税。
1908年的政府预算也是阿斯奎斯规划的，但当他将其提交给下议院时已不再是财政大臣。坎贝尔-班纳曼的健康状况近每况愈下，于1908年4月3日（之后在当月去世）辞职、阿斯奎斯被视为继任者。正在比亚里茨度假的国王派人把阿斯奎斯接到法国，4月8日在比亚里茨巴拉斯酒店接见。

## 和平时期首相：1908年–1914年

### 内阁

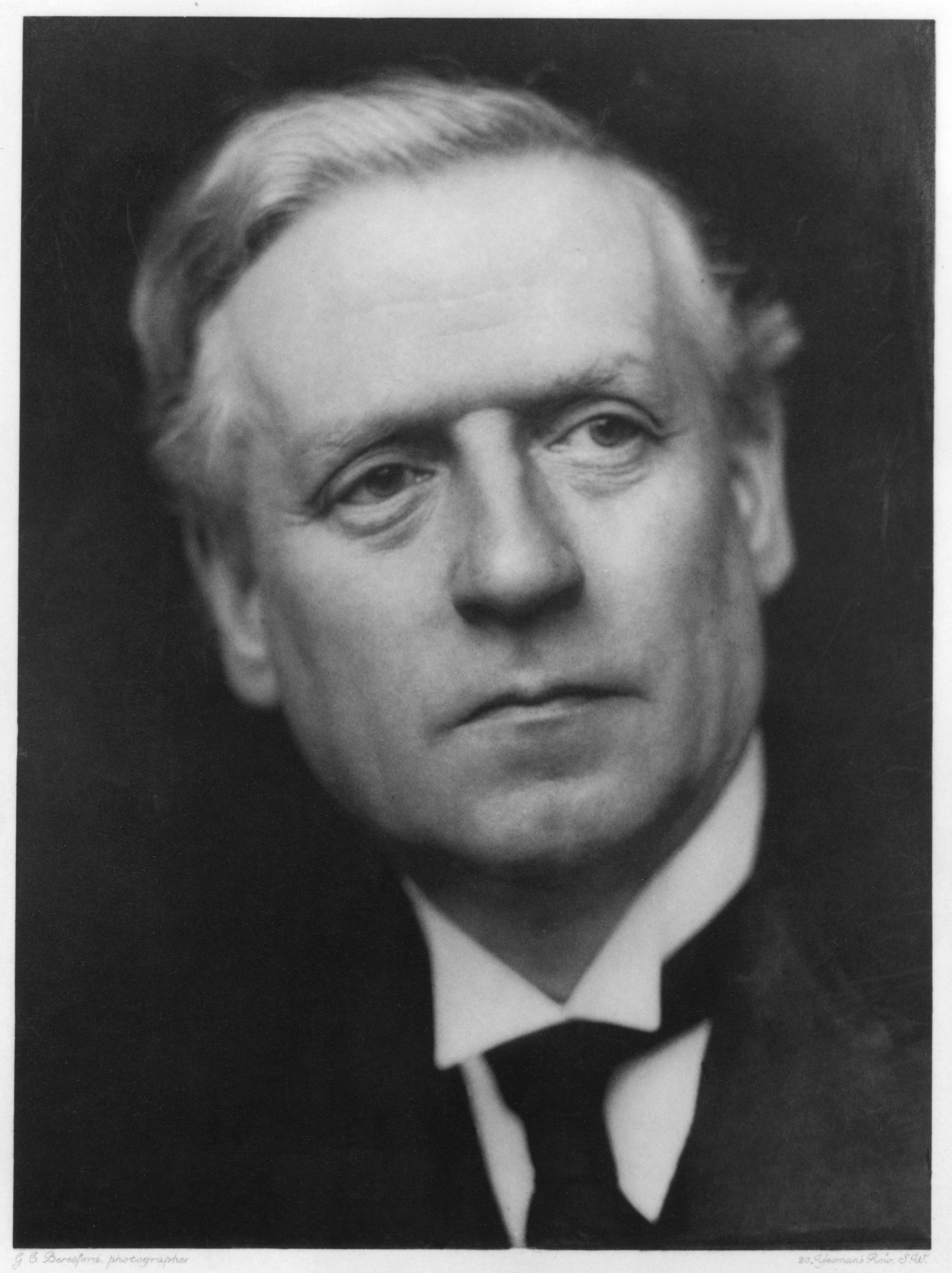
1908年的阿斯奎斯

阿斯奎斯从比亚里茨返回后，举行了党内会议确认自己的领导地位。他发起了内阁改组，平衡了党内派系。劳合·乔治接任财政大臣。年仅33岁的温斯顿·丘吉尔担任贸易委员会主席。
阿斯奎斯将第一海軍大臣特威德茅斯勋爵降级为樞密院議長。埃尔金勋爵、朴茨茅斯伯爵（他原来的学生）被免职。埃尔金曾抱怨他没有收到足够的提醒。
自由党在下议院占据绝对多数，但上议院却由保守党统治。1908年很多下议院提案都遭到上议院大幅修改，但这还不足以解散议会。

### 1909：人民预算
1909年人民预算由劳合·乔治提交，大幅扩展社会福利，并增收直接税和间接税。尽管阿斯奎斯举行了14场内阁会议，但他仍没有得到党内一致支持，罗斯伯里对此特别反对，称它是“社会主义的”。
1909年夏，这份预算在国内引发激烈讨论。哈姆斯沃思手下的媒体（《泰晤士报》和《每日邮报》）要求政府撤回预算，考虑关税改革以促进帝国内的消费，这得到不少贵族的支持。包含劳合·乔治在内的不少自由党政客则表示支持预算，指责贵族们自私。国王曾私下敦促保守党领袖贝尔福和第五代兰斯当侯爵亨利·佩蒂-菲茨莫里斯通过预算，但保守党一直不同意，部分原因是试图重启大选。阿斯奎斯则决心一旦预算不通过，就找国王解散议会。
1909年11月4日，预算在下议院通过，但在30日被上议院否决。阿斯奎斯令议会休会，在1910年1月15日重启选举，下议院发布决议表示上议院的行为违宪。

### 1910：第一次选举
1910年1月大选主题集中在是否取消上议院的否决权。大选结果产生了悬峙國会，自由党失去了绝对多数优势，但还是比保守党多两个席位，并得到爱尔兰民族党（Nationalist Party）和工党的支持。选举时有谣言称阿斯奎斯已经从国王那里得到保证，可以大批提升自由党人为贵族替换现在的上议院议员，但实际上国王并未给出这样的承诺，在是否取消上议院否决权上态度模糊不清，很多阿斯奎斯的支持者因此感到失望。下议院再次通过预算，4月得到上议院通过。
1910年4月14日，下议院通过1911年议会法案的前身，取消了上议院否决财政法案的权力，并对其他权力作出限制。但1910年5月6日，国王去世，乔治五世对问题的态度也模糊不清。阿斯奎斯在1910年的剩余时间里一直试图协调两党妥协，但保守党不愿意在爱尔兰自治问题上退让，法案也被上议院大幅修改，以至于失去意义。

### 1910–1911：第二次选举和议会法案
1910年11月11日，阿斯奎斯要求解散议会再次举行选举，并在14日向国王提出要求，想确保新的上议院会有足够的自由党议员。国王不太情愿，阿斯奎斯和他的内阁以辞职相威胁。贝尔福曾向前任国王表示如若阿斯奎斯辞职，他可以组建保守党政府，但新任国王并不知情。
新的选举中，阿斯奎斯仍强调取消上议院否决权，与其他没有责任心的竞选者形成鲜明对照。

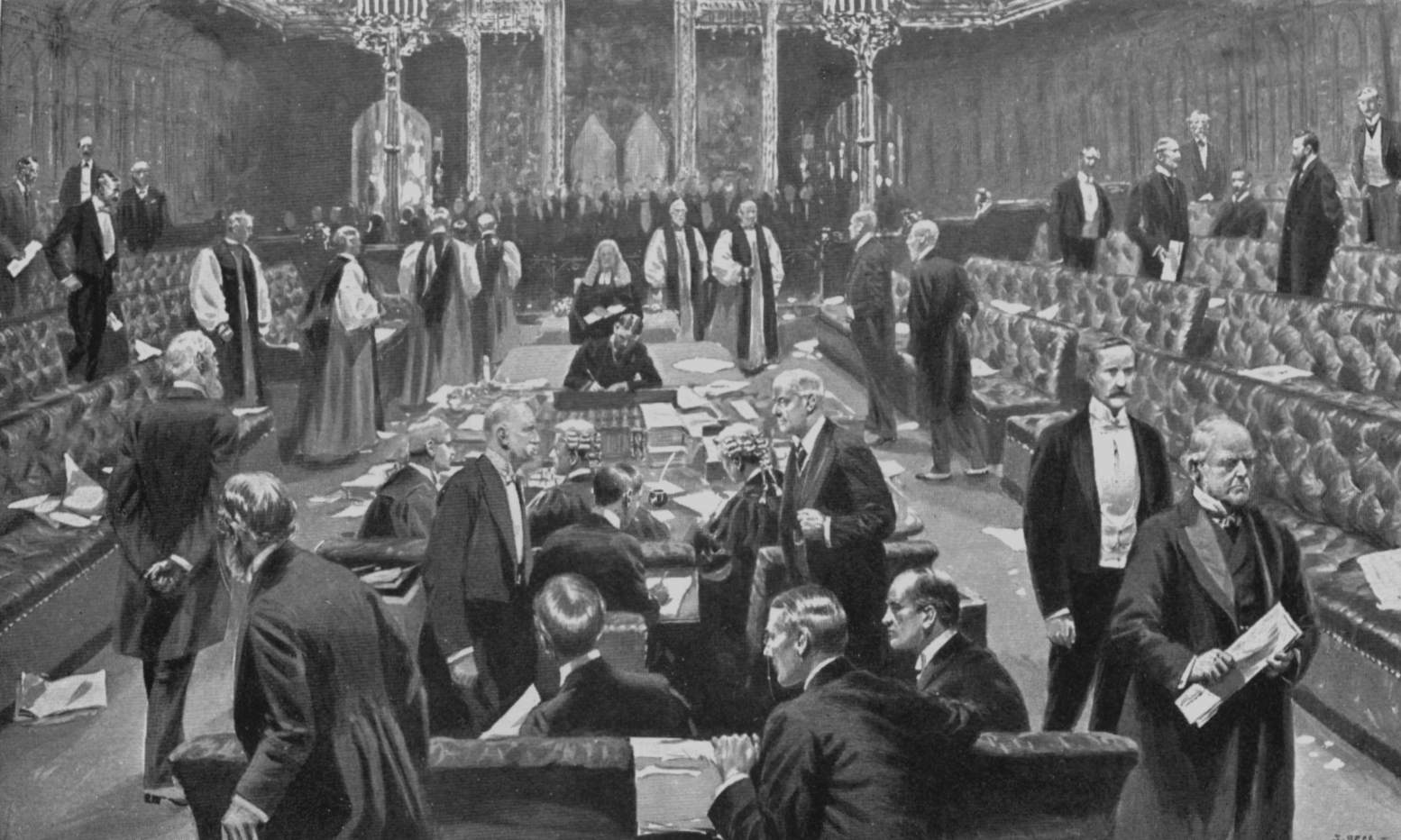
1911年上议院通过议会法案

新的选举並沒有怎么改变党派格局，但阿斯奎斯保住了首相职位。1911年4月，法案再次在下议院通过，并再次遭上议院大幅删改。阿斯奎斯要求国王公开承诺替换上议院议员。此时，保守党内部也在放弃与坚持之间挣扎。1911年8月19日，上议院勉强通过了新法案。
丘吉尔在第二次大选后给阿斯奎斯写信称赞后者的领导能力，阿斯奎斯的传记作者马修则表示这场事件是阿斯奎斯首相生涯的巅峰。

### 妇女选举权
自1882年以来，阿斯奎斯就一直不赞成女性获得投票权，在担任首相期间依然如此。虽然在他的内阁里，劳合·乔治和丘吉尔都是运动支持者，自由党的大部分议员也是如此。他不能理解为什么正反双方在这个问题上争执不休。
1906年，妇女选举权运动人士安妮·肯尼等曾因闯入还是财政大臣的阿斯奎斯家被捕。此外，他也曾在其他各种场合被相关人士伺机接近、袭击，但都没有动摇他的想法，因为他不认为这能代表大众的真实想法。
他到1917年才改变想法，劳合·乔治的1918年人民代表法令给予了30岁以上女性选举权。

### 爱尔兰自治
为了在大选中拉票，他向约翰·雷德蒙许诺全力支持爱尔兰自治运动。不过虽然自由党自1886年就一直支持爱尔兰自治，阿斯奎斯本人其实对此并不热衷，曾在1903年表示如果自由党需要爱尔兰民族党支持才能上位，那还不如不上位。但1910年之后，爱尔兰民族主义者的投票对于维持其统治已经变得不可或缺，并开始谋求实现自治。
1911年，内阁委员会（不包括阿斯奎斯）提出第三次自治法案，但没有对新教徒为主的阿尔斯特特别对待，这不符合阿斯奎斯的想法。法案给予爱尔兰的自治权还十分有限，不过仍然引起了联合派的反对，都柏林大学选区议员爱德华·卡森说如果爱尔兰真的实现自治，就发动暴乱。博纳·劳则游说阿尔斯特人，警告对方自治将导致天主教统治。
阿斯奎斯对此态度也很冷淡，表示这个问题“在英格兰人眼里微不足道，在爱尔兰人眼里举足轻重”。1914年4月爱尔兰卡拉事件发生，传言英国军队将对阿尔斯特志愿者动手，丘吉尔、J·E·B·塞利（时任战争大臣）和约翰·弗兰奇对此表示支持，但阿斯奎斯表示这是误会。他让赛利和弗兰奇辞职，自己兼任战争大臣。
阿斯奎斯兼任战争大臣一个月内又发生拉尔内枪械走私案，但当局也没有处理主使人。1914年5月12日，他宣布将保证自治法案在下议院通过，但也将同时修改法案保证阿尔斯特人的权利。法案又遭到上议院反对，阿斯奎斯本来想让各方坐下来再商量一下，但是一战爆发，法案被搁置。

### 一战爆发
萨拉热窝事件发生后，阿斯奎斯的大部分内阁成员都倾向不插手，阿斯奎斯自己也不太确定是否应该参战，并一直尽可能保证英国有能力选择是否参战，表示“最糟糕的事就是向世界宣布我们任何情况下都不会参战”。
但他最后意识到战争不可避免，虽然劳合·乔治等大部分内阁成员都不赞成，他还是决定和主战的爱德华·格雷站在一起。8月2日，他也得到了博纳·劳的信息，表示保守党会支持他。8月4日，战争爆发。

## 一战初期
战争发生时，阿斯奎斯的内阁保持稳定，只有约翰·莫莱和约翰·伯恩斯辞职。其他党派也很配合，联合发布了战争宣言。他将战争大臣的位置给了第一代基奇纳伯爵赫伯特·基奇纳。劳合乔治继续担任财相，格雷担任外交大臣，丘吉尔担任海军大臣。
阿斯奎斯的民意早期有所上升，人民认为他可以带领国家走向胜利。但后来的应对使得他战争没结束就下台，自由党也从此再未掌权。
西线变成了消耗战，民众对政府以及阿斯奎斯个人产生极大不满。内阁也分裂成两派，包括阿斯奎斯在内的西线派（Westerners）认为要加大力度投入西线战场，而劳合乔治和丘吉尔领导的东线派（Easterners）则认为西线已经陷入僵局，应该从东线入手。而当时的报纸则认为政客们应该放权给将军们主导行动，阿斯奎斯认可这种看法，但劳合乔治表示反对。这种巨大的分歧和其他不当决策导致自由党政府崩溃，1915年5月阿斯奎斯组建联合政府。

### 达达尼尔战役
丘吉尔等东线派发动达达尼尔战役，以图解决西线问题，但遭到第一海相费雪和基奇纳反对。阿斯奎斯试图调和双方，结果导致战机延误，结果又变成僵持。协约国联军损失惨重。这导致丘吉尔下台，阿斯奎斯的声誉也大损。

### 1915年弹药危机
1915年初，劳合乔治和基奇纳就弹药供给问题发生争吵。劳合乔治认为自己需要一个专门管理军需的部门，但基奇纳认为应该保持现状，让战争部和军火商之间直接签合同、阿斯奎斯试图调和，并认为现在不存在弹药短缺问题。但实际存在的弹药短缺问题被问题大幅报道，阿斯奎斯因此再次遭受抨击。

## 联合政府
联合政府的组建让他丧失了两个重要政治盟友，即丘吉尔和霍尔丹，前者是因为达达尼尔战役失利，后者则是因为被媒体错误攻击为亲德分子。博纳·劳率领保守党进入政府。劳被阿斯奎斯放在不太重要的殖民地大臣一职上，用贝尔福替代了丘吉尔。应之前劳合乔治的诉求，阿斯奎斯建立了英国军需部（Minister of Munitions），任命劳合乔治为部长。自由党仍控制着12个内阁席位，包括重要的那些，保守党则有8个。虽然如此，这还是大大打击了自由党的气势。
但这并不能挽回颓势，农业部部长大卫·林塞说他的第一次内阁会议“是如此庞大，以至于每个观点都只能一两个人发言......阿斯奎斯对讨论全无控制，显得非常无聊”。劳合乔治则严厉批评阿斯奎斯行动迟缓，说一下动一下。

### 征兵

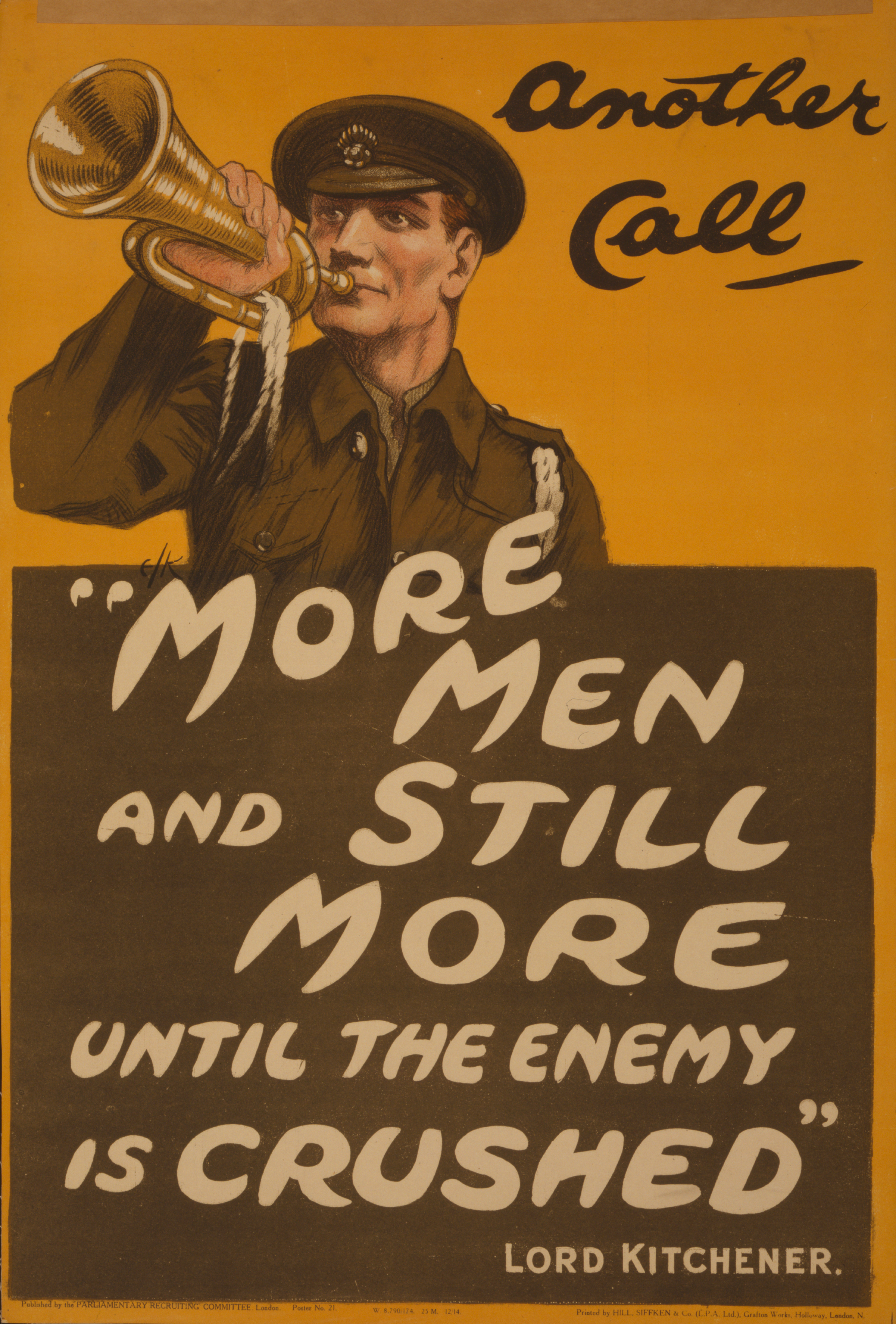
一战英国征兵广告

西线士兵不足，但由于党内和盟友的反对，阿斯奎斯并不想强制征兵。但自愿入伍的人数不断下降，根本不满足前线需求。1915年7月，国家身份登记法案（National Registration Act）通过，强制要求18至65岁的国民进行身份登记，开启征兵的第一步。但阿斯奎斯在推进征兵一事上行动迟缓，他的妻子玛格特更是强烈反对征兵，令阿斯奎斯饱受抨击。1915年末，征兵已经不可避免。次年1月5日，阿斯奎斯向下议院提交兵役法令。

### 爱尔兰问题
1916年复活节，都柏林爆发复活节起义。忙于处理征兵问题，阿斯奎斯没有及时插手，导致事态愈演愈烈，数周后才被镇压。他认为爱尔兰的政府体系已经崩溃，寻求劳合乔治的意见，后者建议在战争结束后在除阿尔斯特之外的地方实施爱尔兰自治。但两人的方案在上议院遇阻，随后放弃。劳合乔治和阿斯奎斯的名声都遭受损失。沃尔特·朗批评阿斯奎斯非常没主见。劳合乔治对阿斯奎斯也很不满，他认为已经没什么人喜欢阿斯奎斯，并开始谋划重组政府。

### 战争进程

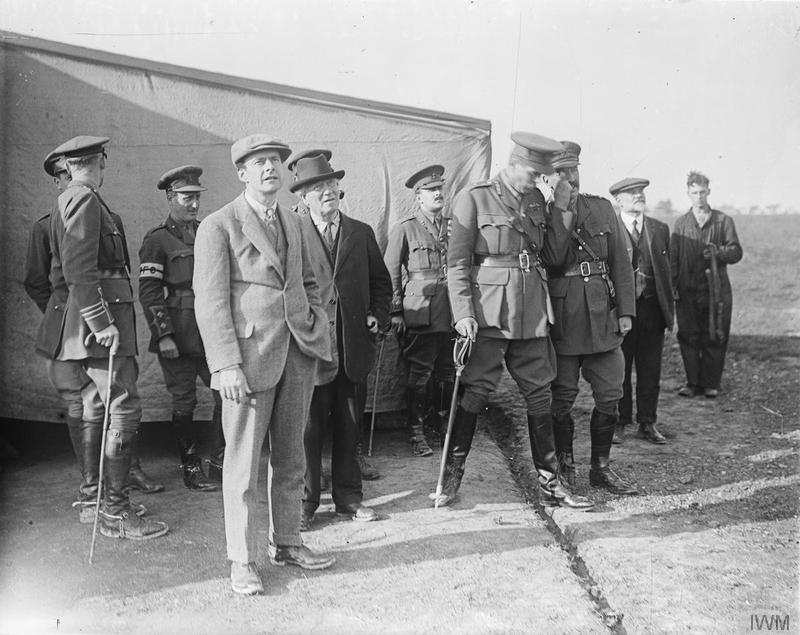
1916年阿斯奎斯视察索姆河战役前线

路斯战役协约军大败后，英国指挥官的能力饱受质疑，基奇纳被调离战争大臣职位，由阿斯奎斯自己临时兼任。而约翰·弗兰奇则被替换为道格拉斯·海格。此外，阿斯奎斯还任命威廉·罗伯逊为帝国总参谋长，直接向内阁汇报，而把战争大臣的责任范围削减到只剩征兵和后勤。他还建立了一个小型的战争委员会（War Committee，原名Dardanelles Committee），由他和贝尔福、劳、劳合乔治和雷金纳德·麦克纳组成，但这个委员会最终也变得臃肿而迟缓，并没能挽救达达尼尔战役的失利。而次年的凡尔登战役、日德兰海战、美索不达米亚战役中，英军也损失惨重。
阿斯奎斯本来想把战争大臣的位置给劳，但后者反而推荐了劳合乔治。劳和劳合乔治的关系日渐紧密，玛格特·阿斯奎斯已经有了不祥预感：“我将这视为亨利一生最大的政治失误......我们出局了：离开唐宁街只是时间问题。”

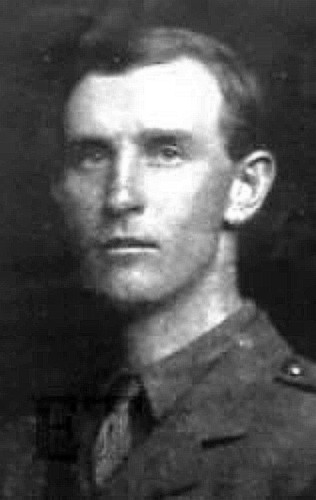
雷蒙德·阿斯奎斯

1916年7月15日索姆河战役的弗勒斯-库塞莱特战役中，阿斯奎斯的长子雷蒙德·阿斯奎斯不幸阵亡。阿斯奎斯和长子的关系并不是很好，但雷蒙德之死还是令他伤心欲绝。而战争本身也很不顺利，索姆河战役失利，德军东线也再次起势。

## 下台
联合政府的失败使得阿斯奎斯的政府摇摇欲坠。劳合乔治和劳之间也产生分歧。劳认为自己的统治力受到挑战。
1916年11月20日，劳、劳合乔治、爱德华·卡森等和出版人马克斯·艾特肯在海德公园酒店碰头，决定重组政府，建立由劳合乔治主导的战争议会（War Council）。方案多次修改，但直到最后，劳 和劳合乔治都没有将阿斯奎斯拉下马的意愿，还是希望阿斯奎斯继续待在首相的职位上，但艾特肯、卡森和諾思克利夫勋爵对此强烈反对。
几人在25日再次聚首，起草了一份备忘录。劳将它展示给阿斯奎斯，但阿斯奎斯拒绝了，认为这严重损害了同事间的信任和他自己的权威。11月30日，劳会见了保守党内要员，所有人都不同意让劳合乔治独揽大权。
12月1日，劳合乔治和阿斯奎斯见面，提出一份替代方案，让阿斯奎斯能够保留最终话语权。阿斯奎斯没有当下直接拒绝，但要求成为战争议会的主席，而不是让劳合乔治当主席。这对劳合乔治来说是不能接受的，劳合乔治在12月2日写信给劳，提醒对方应该采取行动了。

### 最后四日：1916年12月3日至12月6日
阿斯奎斯并没有感觉到自己即将下台。劳合乔治声望日渐升高，得到了工党和大部分自由党议员的支持，表示将建立一个更有决断力的政府。

#### 12月3日
12月3日星期日，劳在自己家里举办保守党集会，起草了一份决议，要求阿斯奎斯辞职，否则政府里的保守党成员就辞职，并让劳呈给阿斯奎斯。
阿斯奎斯不寻常地中断了自己在沃尔默城堡的周末休假，返回唐宁街，接见了劳，劳传达了同事们的一些意见。但是，他並沒有把决议本身给阿斯奎斯看过。劳说自己只是忘了，但也有可能只是仍没有确定到底选阿斯奎斯还是劳合乔治。
阿斯奎斯立刻明白了意思，决定和劳合乔治和解。他找来劳合乔治，表示基本同意对方12月1日的提案。提案只做了一点点改变，让阿斯奎斯有日常监督权和否决权。当天下午5点，阿斯奎斯、劳合乔治和劳再次见面，达成一致，阿斯奎斯将在晚上发布政府重组公告。

#### 12月4日
12月4日星期一，上午，公报发布，并遭到报纸猛烈批判。媒体在前一天就得到了和解方案的所有细节，嘲讽阿斯奎斯令他自己蒙羞，成了“名义上的首相”（Prime Minister in name only）。阿斯奎斯怀疑是劳合乔治泄密，但被后者否认。阿斯奎斯开始反感周日的和解方案。
12月4日阿斯奎斯在晚上见过自由党一些高层，后者一致反对与劳合乔治妥协，支持阿斯奎斯反抗。当天晚上，他拒绝了劳合乔治。

#### 12月5日
经过和罗伯特·克鲁-米尔纳斯讨论，阿斯奎斯决定争取自由统一党的支持，认为没有对方的帮助自己将无以为继。
阿斯奎斯和张伯伦、羅伯特·塞西爾、乔治·寇松等人在下午3点见面，但对方都表示如果劳和劳合乔治不在了，那么他们也不会待在政府里，认为这样的政府不可能稳定。他们甚至表示愿意待在劳合乔治的政府里。
下午7点，担任首相8年零241天的阿斯奎斯前往白金汉宫递交辞呈。晚些时候，劳从白金汉宫返回，问阿斯奎斯是否愿意在他的政府里任职，但据罗伯特·克鲁-米尔纳斯，阿斯奎斯的回答“就算没有完全拒绝，整体也令人沮丧”。

#### 12月6日
12月6日下午，国王和贝尔福等在白金汉宫举行会议，劳拒绝上任。7点，劳合乔治被推举上来，次日便上任首相，虽然当时几乎所有的自由党高层都站在阿斯奎斯这边。

## 反对党领袖：1916–1918
12月9日，阿斯奎斯离开唐宁街。一向不表露情绪的他向自己的妻子表示感到了背叛。下台后的几天，他精神状况很差，近乎崩溃，而媒体则一片欢呼。
阿斯奎斯在下台后仍然控制着党派，但并不禁止自由党人加入新的联合政府，虽然也没几个人加入。大部分自由党人对他保持忠诚。12月9日劳合乔治在下议院发表第一次演讲后，阿斯奎斯表示并不把自己当成反对党领袖。他拒绝批评新政府，令他的支持者不快。
他私生活也不顺利。钱成了困扰他的一大问题，但他拒绝了政府提供的高薪职位。1917年12月，他的三子亚瑟在法国战场受伤，1918年1月腿部截肢。

### 莫里斯辩论
1918年5月7日，英国陆军少将弗雷德里克·莫里斯的一封信在伦敦的报纸上刊载，信中批评劳合乔治和劳故意给下议院传递了西线的假消息。5月6日，阿斯奎斯就收到了莫里斯的消息，并和被开除的罗伯逊决定成立一个特别委员会调查此事。莫里斯的信有可能扳倒新政府，但阿斯奎斯虽然当时很恨劳合乔治，却已经无意当首相。
在下议院，阿斯奎斯的演说冗长而无力，遭到劳合乔治有力回击，后者发表了一刻钟的演说，表示不能让阿斯奎斯得逞，以防对方重新上位。议会只能选择劳合乔治。

### 战争结束
莫里斯辩论后，阿斯奎斯在政坛更不得意。他把自己的时间大把投入到和政治无关的事务上，比如和社会名流一起吃饭。
战争结束后，阿斯奎斯很想参加巴黎和会，认为自己财务和国际法上的知识能够派上用场。但由于和自己处于对立关系，尽管有国王和丘吉尔说清，劳合乔治还是拒绝了他。

## 政治生涯晚期：1918–1926

### 败选
阿斯奎斯领导自由党参加了战后选举，但本身热情不大。自由党的其他重要人物也意识到他们不可能获胜，但没有意识到失败如此惨烈。12月14日，阿斯奎斯和所有前自由党内阁成员全部丢掉了自己的席位。阿斯奎斯感到十分羞愧。

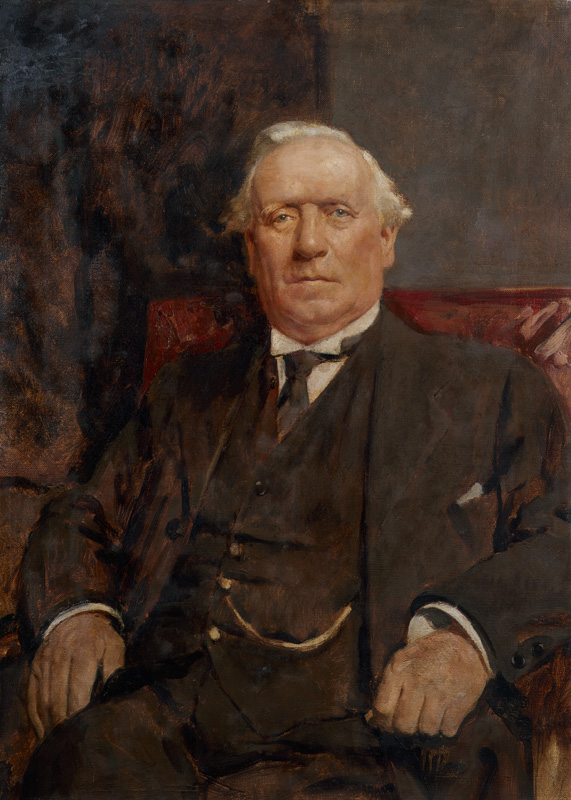
1919年像

败选后，虽然雷金纳德·麦克纳努力劝说，阿斯奎斯还是选择立即辞去自由党党魁。辞职后，由于之前名声不好，开始几个月没什么人找他出去演讲，媒体也一直在批评他。
1919年4月，他举行了败选后的第一次公开演讲。他对凡尔赛条约不太满意，但没有强烈公开表示反对。
1919年末，他获得1914星章、英国战争勋章和胜利勋章。这些勋章本来只颁给劳合乔治，但在国王的坚持下也颁给了阿斯奎斯。阿斯奎斯的声誉得到了一些恢复。

### 退出政坛
1920年，他当选苏格兰佩斯利选区议员。在1920年至1922年又担任了一段时间反对党领袖后，他在1924年大选中落选，之后不再参政。1925年1月，他接受了牛津伯爵的爵位。
同年，他落选牛津大学校监。他的朋友德斯蒙德·麦卡锡说这是他不当首相后最失望的事情。
1925年3月17日，他进入樞密院司法委員會，5月获得嘉德勋章。

## 晚年

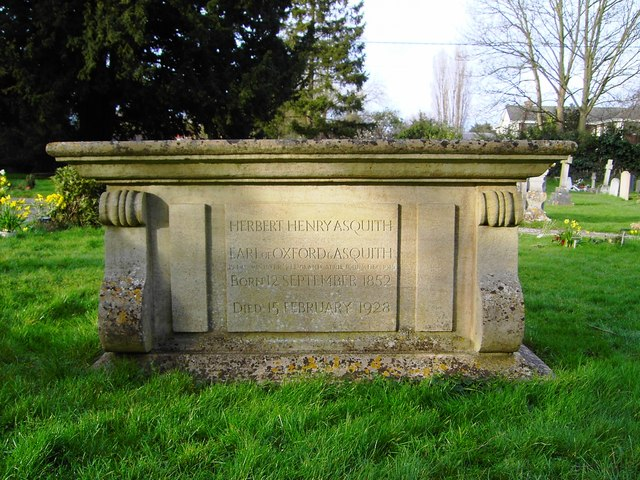
墓碑

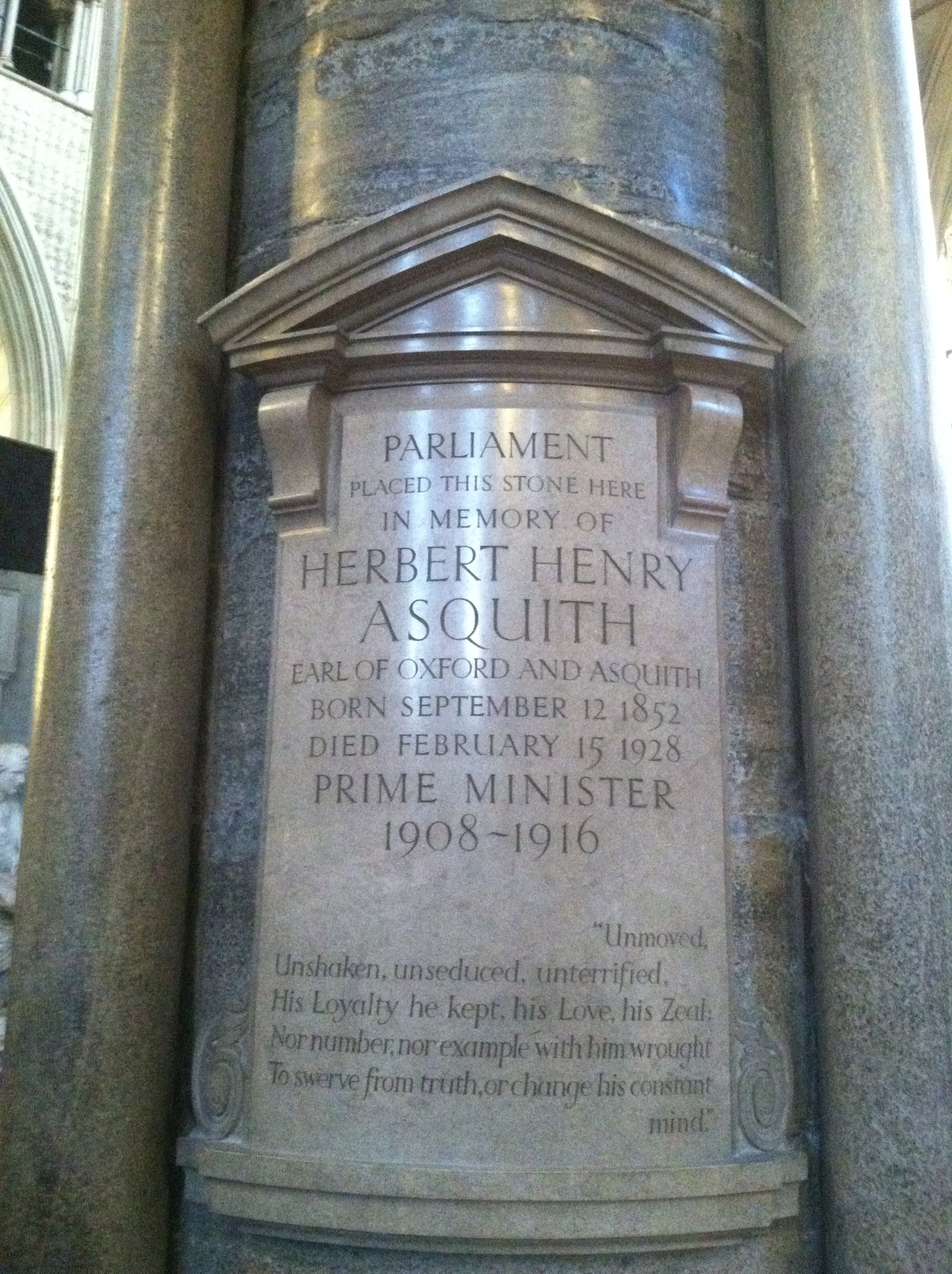
西敏寺纪念碑

退休后，他读书、写作、旅行、访友并偶偶打打高尔夫。
他的经济状况一直不算太好，1926年6月12日、1927年1月两次中风，第二次导致他左腿麻木，1927年春和初夏需要靠轮椅活动。1927年秋，在前往诺福克探望丧夫的威尼西亚回家后，他难以走出车子，也没有办法再爬楼梯了。同年年末，他第三次中风。他最后的一段时光中思维也变得混乱迟钝。
1928年2月15日，他在家中去世，按遗嘱从简安葬，葬于萨顿考特尼的诸圣公墓。西敏寺树立了他的纪念碑。他的遗嘱在1928年6月9日执行，遗产共9345镑9先令2便士（2021的599,011镑）。

## 后代
他和第一任妻子海伦育有五个孩子：
- 雷蒙德·阿斯奎斯（Raymond Asquith，1878年11月6日至1916年9月15日），于1907年7月25日与凯瑟琳·霍纳（约翰·霍纳爵士的女儿）结婚。他们育有三个孩子。
- 赫伯特·阿斯奎斯（Herbert Asquith，1881年3月11日至1947年8月5日），于1910年7月28日与辛西娅·查特里斯夫人（第十一任威姆斯伯爵和第七任马奇伯爵雨果·理查德·查特里斯的女儿）结婚，育有三个孩子。
- 亚瑟·阿斯奎斯（Arthur Asquith，1883年4月24日至1939年8月25日），于1918年4月30日与贝蒂·康斯坦斯·曼纳斯（Betty Constance Manners，第三代曼纳斯男爵约翰·曼纳斯-萨顿的女儿）结婚，育有四个女儿。
- 维奥莱特·阿斯奎斯（Violet Asquith，1887年4月15日至1969年2月19日），于1915年11月30日与莫里斯·博纳姆·卡特爵士结婚，育有四个孩子。
- 西里尔·阿斯奎斯（Cyril Asquith，1890年2月5日至1954年8月24日），[10]，于1918年2月12日与安妮·波洛克（阿德里安·唐纳德·王尔德·波洛克爵士的女儿）结婚，育有四个孩子。

尽管阿斯奎斯的许多朋友和同事心存疑虑，但他的第二任妻子是玛格特和她的继子相处得很好，两人生有五个孩子，其中两个活过婴儿期：
- 安东尼·阿斯奎斯（Anthony Asquith，1902年11月9日至1968年2月21日）
- 伊丽莎白·阿斯奎斯（Elizabeth Asquith，1897年2月26日至1945年4月7日），她于1919年4月30日与安托万·比贝斯科结婚，育有一个女儿。

由于长子在一战中去世，他的爵位传给了长子的儿子朱利安·阿斯奎斯。

## 闲暇时间
阿斯奎处理工作的速度很快，使得他有大量时间阅读经典文学作品、打合約橋牌。阿斯奎斯非常不喜欢电话，经常写信。周末，他经常去玛戈特家族的乡村别墅度假。每年夏天，他都会在苏格兰度过一部分时间。他和玛戈特于1912年购下了伯克郡萨顿考特尼的一栋乡间别墅（The Wharf），在伦敦卡文迪什广场20号也有豪宅。他喜欢舒适和奢华的生活，即便战时也不愿意改变。
艾斯奎斯喜欢“聪明而有魅力的女人的陪伴”。阿斯奎斯有一个亲密的女性朋友圈，玛戈特称之为他的“后宫”。比如威尼西亚·斯坦利，1912年至1915年，他给她写了大约560封信，每天最多四封，尽管现在不确定他们是否是恋人。
阿斯奎斯喜欢喝酒，令自由党的禁酒分子感到失望。这可能影响了他的决策，如反对劳合·乔治战时对酒贸易的打击。这使得他遭受抨击，保守党领袖博納·勞打趣道：“喝醉的阿斯奎斯比清醒的我们更会演讲”。大衛·歐文说1911年4月大病后，医生曾命令阿斯奎斯戒酒，但目前尚不清楚他是否真的照做。阿斯奎斯在担任首相期间频繁酗酒，体重增加、脸又红又肿。

## 引用
1. ↑  .   [2019-01-26]. （原始内容存档于2019-01-26）.
2. ↑  .   [2019-01-26]. （原始内容存档于2018-12-28）.
3. ↑  Davies, Edward J. "The Ancestry of Herbert Henry Asquith", Genealogists' Magazine, 30 (2010–12), pp. 471–479
4. ↑  Alderson，第1頁.
5. 1 2  Jenkins，第13頁.
6. ↑  Margot Asquith 1962，第195頁.
7. ↑  Jenkins，第15頁.
8. ↑  Levine，第75頁.
9. ↑  Bates，第10頁.
10. 1 2 3 4 5 6 7 8 9 10 11 12 13 14 15 16 17 18 19 20 21 22  Matthew, H. C. G. "Asquith, Herbert Henry, first earl of Oxford and Asquith (1852–1928)" 的存檔，存档日期23 September 2021., Oxford Dictionary of National Biography, Oxford University Press, 2004. Retrieved 6 June 2015 需要订阅或英国公共图书馆会员资格
11. 1 2  Dinner to Mr. Asquith", The Times, 25 November 1892, p. 6
12. ↑  Alderson，第10頁.
13. ↑  Bates，第10–11頁.
14. ↑  Alderson，第3頁.
15. ↑  Jenkins，第17頁.
16. ↑  "Political Notes", The Times, 23 July 1908, p. 12
17. ↑  Spender, J. A. and Cyril Asquith. "Lord Oxford", The Times, 12 September 1932, p. 11
18. ↑  Spender & Asquith，第31–32頁.
19. ↑  Spender & Asquith，第33頁.
20. ↑  Jenkins，第24頁.
21. ↑  Spender & Asquith，第32頁.
22. ↑  Jenkins，第23頁.
23. ↑  Bates，第12頁.
24. 1 2  Jenkins，第25頁.
25. ↑  Rintala，第111頁.
26. ↑  Rintala，第118頁.
27. 1 2  Jenkins，第27頁.
28. ↑  Alderson，第36頁.
29. 1 2  Spender, J. A. and Cyril Asquith. "Lord Oxford", The Times, 13 September 1932, p. 13
30. ↑  Jenkins，第31–32頁.
31. ↑  Jenkins，第37頁.
32. ↑  Douglas，第71頁.
33. ↑  Jenkins，第38–40頁.
34. ↑  "The General Election", The Times, 9 July 1886, p. 10; and "The Election", The Manchester Guardian, 9 July 1886, p. 8.
35. ↑  Spender & Asquith，第52頁.
36. ↑  Alderson，第37–38頁.
37. ↑  Jenkins，第47頁.
38. ↑  "The Riots in London", The Manchester Guardian, 15 November 1887, p. 8.
39. ↑  "Police", The Times, 11 August 1888, p. 13; and "Central Criminal Court", The Times, 1 November 1888, p. 13.
40. ↑  Alderson，第33頁.
41. ↑  Jenkins，第49頁.
42. ↑  Popplewell，第24–25頁.
43. ↑  Popplewell，第25頁.
44. ↑  Popplewell，第28–30頁.
45. ↑  "The Baccarat Case", The Times, 2 June 1891, p. 11; and "Queen's Bench Division", The Times, 20 June 1892, p. 3.
46. ↑  Jenkins，第56頁.
47. ↑  Jenkins, Roy. . UK: Pan Macmillan. 2012: 199. ISBN 9780330476072.
48. ↑  Jenkins，第72–73頁.
49. 1 2  Brock, Eleanor, "Asquith, Margaret Emma Alice (Margot), countess of Oxford and Asquith (1864–1945)" 的存檔，存档日期23 September 2021., Oxford Dictionary of National Biography, Oxford University Press, 2014. Retrieved 14 June 2015 需要订阅或英国公共图书馆会员资格
50. ↑  .   [27 March 2016]. （原始内容存档于31 March 2016）.
51. ↑  Koss，第282–283頁.
52. ↑  Hattersley，第60頁.
53. ↑  Jenkins，第200, 105頁.
54. ↑  Hattersley，第65頁.
55. ↑  Jenkins，第155頁.
56. ↑  Spender & Asquith，第172–173頁.
57. ↑  Jenkins，第164頁.
58. ↑  Jenkins，第162–164頁.
59. ↑  Douglas，第123頁.
60. ↑  Jenkins，第179–180頁.
61. ↑  Jenkins，第181頁.
62. ↑  Hazlehurst，第504–505頁.
63. 1 2  Spender & Asquith，第239頁.
64. ↑  Jenkins，第199頁.
65. ↑  Jenkins，第198–199頁.
66. ↑  Magnus 1964，第232, 527頁.
67. ↑  Lloyd George, David. . Guedalla, Philip  (编). . London: Cassell and Company, Ltd. 1929: 111.
68. ↑  Heffer，第281–282頁.
69. ↑  Magnus 1964，第534頁.
70. ↑  Heffer，第283–284頁.
71. ↑  Koss，第116–117頁.
72. ↑  Koss，第118頁.
73. ↑  Koss，第121頁.
74. ↑  Heffer，第286–288頁.
75. ↑  Spender & Asquith，第298–299頁.
76. ↑  Matthew, H. C. G. .  線上版. 牛津大學出版社. 2004  [28 July 2015]. doi:10.1093/ref:odnb/33369. 需要订阅或英国公共图书馆会员资格
77. 1 2  Koss，第125頁.
78. ↑  Jenkins，第222–230頁.
79. ↑  Koss，第131頁.
80. ↑  Kennedy, Maev. . The Guardian (London). 29 September 2006  [15 April 2011]. （原始内容存档于6 February 2018）.
81. ↑  Jenkins，第247頁.
82. ↑  Rosemary Taylor. . History Press. 4 August 2014: 32–. ISBN 978-0-7509-6216-2.
83. ↑  . East End Women's Museum.   [1 March 2018]. （原始内容存档于2 April 2020）.
84. ↑  Atkinson, Diane. . London. 17 April 2018. ISBN 9781408844045. OCLC 1016848621.
85. ↑  Jenkins，第247–248頁.
86. 1 2 3  Jenkins，第467頁.
87. ↑  Garner, Les. . Rutherford, New Jersey: Fairleigh Dickinson University Press. 1984: 96. ISBN 978-0-8386-3223-9.
88. ↑  George Dangerfield, The Strange Death of Liberal England (1935) pp. 74–76.
89. ↑  Hattersley，第184–185頁.
90. ↑  Pearce & Goodlad，第30頁.
91. ↑  Jenkins，第274頁.
92. ↑  Koss，第134–135頁.
93. ↑  Pearce & Goodlad，第31頁.
94. ↑  Jenkins，第311–313頁.
95. ↑  McEwen，第111–112頁.
96. ↑  Gilbert 1995，第23頁.
97. ↑  Lloyd George Volume I，第66頁.
98. ↑  Asquith 1985，第123頁.
99. ↑  Cassar，第20頁.
100. ↑  Asquith 1985，第133頁.
101. ↑  Cassar，第15頁.
102. ↑  Asquith 1985，第146頁.
103. ↑  Koss，第159頁.
104. ↑  Hobhouse，第180頁.
105. ↑  Cassar，第234頁.
106. 1 2  Cassar，第38頁.
107. ↑  Cassar，第37頁.
108. ↑  Cassar，第36頁.
109. ↑  Cassar，第31頁.
110. ↑  Cassar，第232頁.
111. ↑  Liddell Hart，第131頁.
112. ↑  Cassar，第93頁.
113. ↑  Cassar，第171頁.
114. ↑  Cassar，第144頁.
115. ↑  Taylor，第109頁.
116. ↑  Asquith 1928a，第154頁.
117. ↑  Grigg 1985，第390頁.
118. ↑  Clifford，第273–274頁.
119. ↑  Tom Curran, "Who was responsible for the Dardanelles naval fiasco?." Australian Journal of Politics & History 57.1 (2011): 17-33.
120. ↑  Jenkins，第354頁.
121. ↑  Jenny Macleod. . Oxford UP. 2015: 65–68  [6 October 2018]. ISBN 9780191035227. （原始内容存档于23 September 2021）.
122. ↑  Cassar，第84頁.
123. ↑  Asquith 1985，第497頁.
124. ↑  Cassar，第88頁.
125. ↑  Thompson，第237頁.
126. ↑  Scott，第124頁.
127. ↑  Jenkins，第360頁.
128. ↑  Haldane，第286頁.
129. ↑  Adams，第188頁.
130. ↑  Jenkins，第368頁.
131. ↑  Jenkins，第370頁.
132. ↑  Adams，第193頁.
133. ↑  Hobhouse，第247頁.
134. ↑  Riddell，第147頁.
135. ↑  Jenkins，第371頁.
136. ↑  Cassar，第151頁.
137. ↑  Jenkins，第373頁.
138. ↑  Cassar，第150頁.
139. ↑  Amery，第124頁.
140. ↑  Margot Asquith 2014，第180頁.
141. ↑  Margot Asquith 2014，第175頁.
142. ↑  Cassar，第162頁.
143. ↑  Jenkins，第395頁.
144. ↑  Grigg 1985，第348頁.
145. ↑  Jenkins，第398頁.
146. ↑  Grigg 1985，第351頁.
147. ↑  Grigg 1985，第352頁.
148. ↑  Riddell，第166頁.
149. ↑  Riddell，第167頁.
150. ↑  Jenkins，第381頁.
151. ↑  Cassar，第136頁.
152. ↑  Toye，第156頁.
153. ↑  Gilbert 1972，第1249頁.
154. ↑  Cassar，第134頁.
155. ↑  Grigg 1985，第325頁.
156. ↑  Grigg 1985，第342頁.
157. ↑  Jenkins，第406–407頁.
158. ↑  Margot Asquith 2014，第268頁.
159. ↑  Grigg 1985，第360頁.
160. ↑  Clifford，第367頁.
161. ↑  Raymond Asquith，第286–287頁.
162. ↑  Bonham Carter，第95頁.
163. ↑  Churchill，第1139頁.
164. ↑  Koss，第215頁.
165. ↑  Bridgeman，第111–112頁.
166. ↑  Cassar，第212頁.
167. ↑  Scott，第243頁.
168. ↑  Adams，第226頁.
169. ↑  Grigg 1985，第444頁.
170. ↑  Taylor，第121頁.
171. ↑  Grigg 1985，第441頁.
172. ↑  Adams，第227頁.
173. 1 2  Cassar，第213頁.
174. ↑  Chamberlain，第117頁.
175. ↑  Grigg 1985，第450頁.
176. ↑  Jenkins，第430頁.
177. ↑  Beaverbrook，第406頁.
178. ↑  Morgan, Kenneth O. . Parliamentary History. 19 October 2017, 36 (3): 361–371. doi:10.1111/1750-0206.12318.
179. ↑  Beaverbrook，第410頁.
180. ↑  Beaverbrook，第413頁.
181. ↑  Jenkins，第435頁.
182. ↑  Koss，第218頁.
183. ↑  Jenkins，第439頁.
184. ↑  Asquith 1928b，第131頁.
185. ↑  Adams，第232頁.
186. ↑  Adams，第233頁.
187. ↑  Asquith 1928b，第132頁.
188. 1 2  Jenkins，第441頁.
189. ↑  Cassar，第219頁.
190. 1 2  Cassar，第221頁.
191. ↑  Cassar，第222頁.
192. ↑  Grigg 1985，第460頁.
193. 1 2  Cassar，第224頁.
194. ↑  Grigg 1985，第462頁.
195. ↑  Cassar，第226頁.
196. ↑  Dutton，第133頁.
197. ↑  Jenkins，第454頁.
198. ↑  Chamberlain，第124頁.
199. 1 2  Asquith 1928b，第134頁.
200. ↑  Jenkins，第455頁.
201. ↑  Cassar，第231頁.
202. ↑  Grigg 1985，第481頁.
203. ↑  Young，第370頁.
204. ↑  De Courcy 2014，第330–340頁.
205. ↑  Newton，第230頁.
206. ↑  Koss，第224–227頁.
207. ↑  Koss，第225–228頁.
208. ↑  Grigg 2002，第20頁.
209. ↑  Koss，第227–228頁.
210. ↑  Jenkins，第466頁.
211. ↑  Cynthia Asquith，第384頁.
212. ↑  Woodward，第209–210頁.
213. ↑  Clifford，第453頁.
214. ↑  Grigg 2002，第494頁.
215. ↑  George H. Cassar. . Anthem. 2009: 268  [5 December 2018]. ISBN 9781843317937. （原始内容存档于23 September 2021）.
216. ↑  Adams，第272頁.
217. ↑  Grigg 2002，第498頁.
218. ↑  Ramsden，第115頁.
219. ↑  Grigg 2002，第499頁.
220. ↑  Asquith 1933，第67–68頁.
221. ↑  Ramsden，第139頁.
222. 1 2  Jenkins，第477頁.
223. ↑  Koss，第236頁.
224. ↑  Koss，第236–239頁.
225. ↑  Bonham Carter，第99頁.
226. ↑  Jenkins，第479頁.
227. ↑  Koss，第240頁.
228. 1 2  Jenkins，第483頁.
229. 1 2  Koss，第243頁.
230. ↑  Koss，第244頁.
231. ↑  Jenkins，第506頁.
232. ↑  Campbell，第709頁.
233. ↑  Koss，第274–275頁.
234. ↑  Jenkins，第511頁.
235. ↑  . 倫敦憲報. 20 March 1925.
236. ↑  Koss，第274頁.
237. ↑  Jenkins，第510頁.
238. ↑  Herbert Asquith，第365頁.
239. ↑  Jenkins，第517頁.
240. 1 2  Bonham Carter，第172頁.
241. ↑  Koss，第282頁.
242. ↑  Jenkins，第518頁.
243. ↑  Herbert Asquith，第377頁.
244. ↑  Asquith 1934，Epilogue.
245. ↑  Koss，第283頁.
246. ↑  Bonham Carter，第173頁.
247. ↑  Herbert Asquith，第378頁.
248. ↑  . Westminster Abbey.   [4 August 2016]. （原始内容存档于23 September 2016）.
249. ↑  . probatesearchservice.gov. UK Government. 1928  [7 August 2019]. （原始内容存档于23 September 2021）.
250. ↑  Koss，第94頁.
251. ↑  Asquith 1985，第13頁.
252. ↑  Jenkins，第259–261頁.
253. ↑  Margot Asquith 2014，第xli頁.
254. 1 2  Asquith 1985，第471頁.
255. ↑  Adelman，第11頁.
256. ↑  Margot Asquith 2014，第xlviii頁.
257. ↑  Asquith 1985，preface.
258. ↑  Asquith 1985，第3頁.
259. ↑  Marvin Rintala, "Taking the Pledge: H.H. Asquith and Drink." Biography 16.2 (1993): 103-135. online 的存檔，存档日期5 October 2018.
260. ↑  Robert Duncan. . 2013: 86–88  [5 October 2018]. ISBN 9781846318955. （原始内容存档于23 September 2021）.
261. ↑  Hugh Purcell. . 2006: 42–43  [5 October 2018]. ISBN 9781904950585. （原始内容存档于23 September 2021）.
262. ↑  Ben Wright, Order Order!: The Rise and Fall of Political Drinking (2016) ch 4.
263. ↑  David Owen. . 2014: 115–6  [11 November 2018]. ISBN 9781908323675. （原始内容存档于23 September 2021）.

### 一手来源
- Asquith, H. H. . London: Macmillan and Co. 1918. OCLC 4086237.

- Asquith, H. H. . London: Cassell & Co. 1926. OCLC 15982.

- Asquith, H. H. . London: Cassell & Co. 1926. OCLC 15982.

- Amery, Leo. Barnes, John; Nicholson, David , 编. . London: Hutchinson. 1980. ISBN 978-0-09-131910-6.

- Asquith, Cynthia. Asquith, Michael; Asquith, Simon , 编. . London: Century Hutchinson. 1987. ISBN 978-0-7126-1787-1. OCLC 17727845.

- Asquith, H. H. . London: Cassell & Co. 1923. OCLC 750479258.

- Asquith, H. H. . London: Cassell & Co. 1928. OCLC 499252263.

- Asquith, H. H. . London: Cassell & Co. 1928. OCLC 499252263.

- Asquith, H. H. . London: Geoffrey Bles. 1933. OCLC 624755.

- Asquith, H. H. . London: Geoffrey Bles. 1934. OCLC 624755.

- Asquith, H. H. Brock, Michael; Brock, Eleanor , 编. . Oxford: Oxford University Press. 1985. ISBN 978-0-19-212200-1. OCLC 8345827.

- Asquith, Margot. . London: Eyre & Spottiswoode. 1962. OCLC 3023145.

- Asquith, Margot. Brock, Michael; Brock, Eleanor , 编. . Oxford: Oxford University Press. 2014. ISBN 978-0-19-822977-3.

- Asquith, Herbert. . London: Hutchinson & Co. 1938. OCLC 1447379.

- Asquith, Raymond. Jolliffe, John , 编. . London: Century. 1980. ISBN 978-0-7126-1491-7.

- Viscount Samuel. . London: The Cresset Press. 1945. OCLC 575921.

- Scott, C. P. Wilson, Trevor , 编. . London: Collins. 1970. ISBN 978-0-8014-0569-3.

- Simon, John. . London: Hutchinson. 1952. OCLC 652361601.